# StarDance …když hvězdy tančí (5. řada)
Pátá řada StarDance …když hvězdy tančí, taneční televizní show, měla premiéru na programu ČT1 veřejnoprávní České televize v sobotu 3. listopadu 2012 a skončila 22. prosince 2012. Moderátory byli Tereza Kostková a Marek Eben.
Vítěznou dvojicí se stali atletka Kateřina Baďurová a Jan Onder, druhé místo získali hokejista Martin Procházka s Terezou Bufkovou, třetí skončili herec David Švehlík se Simonou Švrčkovou.

## Moderátoři a porota
Moderátorskou dvojicí byly Marek Eben a Tereza Kostková. Roli porotců si z předchozí řady zopakovali Zdeněk Chlopčík a Tatiana Drexler. Do poroty se vrátila porotkyně z I. řady Eva Bartuňková a novým porotcem byl Jan Révai. Hlas, který zval moderátory a taneční páry na parket a uváděl porotce při známkování, patřil Otakaru Brouskovi st.

## Hudba
O hudební doprovod v V. řadě StarDance se postaraly MoonDance Orchestra Martina Kumžáka a Epoque Quartet. Zpěvem doprovázeli tanečníky Naďa Wepperová, Dasha, Kateřina Korbelová, Michal Cerman a Dušan Kollár.

## Soutěžící
| Pořadí | Celebrita         | Povolání celebrity | Profesionální tanečník | Výsledek |
| ------ | ----------------- | ------------------ | ---------------------- | -------- |
| SD 5   | Kateřina Baďurová | atletka            | Jan Onder              | 1. místo |
| SD 6   | Martin Procházka  | hokejista          | Tereza Bufková         | 2. místo |
| SD 1   | David Švehlík     | herec              | Simona Švrčková        | 3. místo |
| SD 8   | Barbora Poláková  | herečka, zpěvačka  | Václav Masaryk         | 4. místo |
| SD 3   | Dana Morávková    | herečka            | Jiří Hein              | 5. místo |
| SD 4   | Oldřich Navrátil  | herec              | Kamila Tománková       | 6. místo |
| SD 7   | Petr Bende        | zpěvák             | Lucia Krnčanová        | 7. místo |
| SD 2   | Pavlína Němcová   | topmodelka         | Jan Tománek            | 8. místo |

## Bodování
Porotci hodnotili soutěžní tance známkami od 1 (nejnižší známka) po 10 (nejvyšší známka) a diváci SMS zprávami. Pár s nejnižším hodnocením poroty získal do konečného hodnocení 1 bod, pár s nejvyšším hodnocením poroty 8 bodů (podle počtu párů v kole). Rovněž páry obdrželi body podle počtu SMS zpráv od diváků. Při konečném hodnocení se body sečetli a pár s nejnižším počtem bodů soutěž opustil. Při rovnosti bodů rozhodoval vyšší počet SMS zpráv od diváků.
|  | nejvyšší body poroty |  | vyřazení ze soutěže |

| Pár         | Pár               | Výsledek    | Bodování poroty v tanečních večerech | Bodování poroty v tanečních večerech | Bodování poroty v tanečních večerech | Bodování poroty v tanečních večerech | Bodování poroty v tanečních večerech | Bodování poroty v tanečních večerech | Bodování poroty v tanečních večerech | Bodování poroty v tanečních večerech |
| Pár         | Pár               | Výsledek    | 1.                                   | 2.                                   | 3.                                   | 4.                                   | 5.                                   | 6.                                   | 7.                                   | 8.                                   |
| ----------- | ----------------- | ----------- | ------------------------------------ | ------------------------------------ | ------------------------------------ | ------------------------------------ | ------------------------------------ | ------------------------------------ | ------------------------------------ | ------------------------------------ |
| SD 5        | Kateřina Baďurová | 1. místo    | 24                                   | 25                                   | 27                                   | 30 + 1 = 31                          | 35 + 1 = 36                          | 35 + 38 = 73                         | 35 + 36 = 71                         | 38 + 39 + 40 = 117                   |
| SD 5        | Jan Onder         | 1. místo    | 24                                   | 25                                   | 27                                   | 30 + 1 = 31                          | 35 + 1 = 36                          | 35 + 38 = 73                         | 35 + 36 = 71                         | 38 + 39 + 40 = 117                   |
| SD 6        | Martin Procházka  | 2. místo    | 27                                   | 20                                   | 29                                   | 26                                   | 25                                   | 26 + 33 = 59                         | 34 + 32 = 66                         | 39 + 37 + 40 = 116                   |
| SD 6        | Tereza Bufková    | 2. místo    | 27                                   | 20                                   | 29                                   | 26                                   | 25                                   | 26 + 33 = 59                         | 34 + 32 = 66                         | 39 + 37 + 40 = 116                   |
| SD 1        | David Švehlík     | 3. místo    | 23                                   | 18                                   | 25                                   | 21                                   | 26                                   | 28 + 39 = 67                         | 28 + 36 = 64                         | —                                    |
| SD 1        | Simona Švrčková   | 3. místo    | 23                                   | 18                                   | 25                                   | 21                                   | 26                                   | 28 + 39 = 67                         | 28 + 36 = 64                         | —                                    |
| SD 8        | Barbora Poláková  | 4. místo    | 26                                   | 23                                   | 29                                   | 29 + 1 = 30                          | 32 + 2 = 34                          | 30 + 36 = 66                         | —                                    | —                                    |
| SD 8        | Václav Masaryk    | 4. místo    | 26                                   | 23                                   | 29                                   | 29 + 1 = 30                          | 32 + 2 = 34                          | 30 + 36 = 66                         | —                                    | —                                    |
| SD 3        | Dana Morávková    | 5. místo    | 24                                   | 25                                   | 24                                   | 27 + 1 = 28                          | 30                                   | —                                    | —                                    | —                                    |
| SD 3        | Jiří Hein         | 5. místo    | 24                                   | 25                                   | 24                                   | 27 + 1 = 28                          | 30                                   | —                                    | —                                    | —                                    |
| SD 4        | Oldřich Navrátil  | 6. místo    | 21                                   | 21                                   | 26                                   | 23                                   | —                                    | —                                    | —                                    | —                                    |
| SD 4        | Kamila Tománková  | 6. místo    | 21                                   | 21                                   | 26                                   | 23                                   | —                                    | —                                    | —                                    | —                                    |
| SD 7        | Petr Bende        | 7. místo    | 20                                   | 25                                   | 25                                   | —                                    | —                                    | —                                    | —                                    | —                                    |
| SD 7        | Lucia Krnčanová   | 7. místo    | 20                                   | 25                                   | 25                                   | —                                    | —                                    | —                                    | —                                    | —                                    |
| SD 2        | Pavlína Němcová   | 8. místo    | 24                                   | 22                                   | —                                    | —                                    | —                                    | —                                    | —                                    | —                                    |
| SD 2        | Jan Tománek       | 8. místo    | 24                                   | 22                                   | —                                    | —                                    | —                                    | —                                    | —                                    | —                                    |
| Celkem      | Celkem            | Celkem      | 189                                  | 179                                  | 185                                  | 156 + 3 = 159                        | 148 + 3 = 151                        | 265                                  | 201                                  | 233                                  |
| Průměr      | Průměr            | Průměr      | 23,6                                 | 22,4                                 | 26,4                                 | 26                                   | 29,6                                 | 33,1                                 | 33,5                                 | 38,8                                 |
| Párů v kole | Párů v kole       | Párů v kole | 8                                    | 8                                    | 7                                    | 6                                    | 5                                    | 4                                    | 3                                    | 2                                    |

## Taneční večery

### 1. díl (3. listopadu 2012)
Během prvního večera se tančila cha-cha a waltz. Žádný z párů soutěž neopustil a body od poroty měly pouze informativní charakter. Na úvod večera zatančily Marek Eben a Tereza Kostková tango na písně „Jetelíček u vody“ a „Co jste hasiči“.
Závěrečnou písní 1. večera byla píseň „Night Fever“ od skupiny Bee Gees.
| P  | Pár  | Pár               | Tanec   | Hudba                                            | Body  | Body    | Body       | Body     | Body   |
| P  | Pár  | Pár               | Tanec   | Hudba                                            | Révai | Drexler | Bartuňková | Chlopčík | Celkem |
| -- | ---- | ----------------- | ------- | ------------------------------------------------ | ----- | ------- | ---------- | -------- | ------ |
| 1. | SD 1 | David Švehlík     | cha-cha | „It's My Life“ (Bon Jovi)                        | 7     | 4       | 6          | 6        | 23     |
| 1. | SD 1 | Simona Švrčková   | cha-cha | „It's My Life“ (Bon Jovi)                        | 7     | 4       | 6          | 6        | 23     |
| 2. | SD 2 | Pavlína Němcová   | waltz   | „Je suis malade“ (Lara Fabian)                   | 7     | 5       | 7          | 5        | 24     |
| 2. | SD 2 | Jan Tománek       | waltz   | „Je suis malade“ (Lara Fabian)                   | 7     | 5       | 7          | 5        | 24     |
| 3. | SD 3 | Dana Morávková    | cha-cha | „Kiss Me, Honey Honey, Kiss Me“ (Shirley Bassey) | 6     | 5       | 7          | 6        | 24     |
| 3. | SD 3 | Jiří Hein         | cha-cha | „Kiss Me, Honey Honey, Kiss Me“ (Shirley Bassey) | 6     | 5       | 7          | 6        | 24     |
| 4. | SD 4 | Oldřich Navrátil  | waltz   | „Moon River“ (Andy Williams)                     | 6     | 5       | 6          | 4        | 21     |
| 4. | SD 4 | Kamila Tománková  | waltz   | „Moon River“ (Andy Williams)                     | 6     | 5       | 6          | 4        | 21     |
| 5. | SD 5 | Kateřina Baďurová | cha-cha | „Can't Take My Eyes Off You“ (Boys Town Gang)    | 6     | 6       | 7          | 5        | 24     |
| 5. | SD 5 | Jan Onder         | cha-cha | „Can't Take My Eyes Off You“ (Boys Town Gang)    | 6     | 6       | 7          | 5        | 24     |
| 6. | SD 6 | Martin Procházka  | waltz   | „Still Me“ (Erkan Aki)                           | 7     | 6       | 7          | 7        | 27     |
| 6. | SD 6 | Tereza Bufková    | waltz   | „Still Me“ (Erkan Aki)                           | 7     | 6       | 7          | 7        | 27     |
| 7. | SD 7 | Petr Bende        | cha-cha | „Unchain My Heart“ (Joe Cocker)                  | 6     | 4       | 6          | 4        | 20     |
| 7. | SD 7 | Lucia Krnčanová   | cha-cha | „Unchain My Heart“ (Joe Cocker)                  | 6     | 4       | 6          | 4        | 20     |
| 8. | SD 8 | Barbora Poláková  | waltz   | „Come Away with Me“ (Norah Jones)                | 6     | 7       | 7          | 6        | 26     |
| 8. | SD 8 | Václav Masaryk    | waltz   | „Come Away with Me“ (Norah Jones)                | 6     | 7       | 7          | 6        | 26     |

### 2. díl (10. listopadu 2012)
Druhý večer tančily páry rumbu a quickstep a poprvé se vyřazovalo.
Pavlína Němcová a Jan Tománek se rozloučily se soutěží tancem na píseň „Lately“ od Stevieho Wondera.
| P  | Pár  | Pár               | Tanec     | Hudba                                              | Body  | Body    | Body       | Body     | Body   |
| P  | Pár  | Pár               | Tanec     | Hudba                                              | Révai | Drexler | Bartuňková | Chlopčík | Celkem |
| -- | ---- | ----------------- | --------- | -------------------------------------------------- | ----- | ------- | ---------- | -------- | ------ |
| 1. | SD 8 | Barbora Poláková  | rumba     | „I'm Not Giving You Up“ (Gloria Estefan)           | 6     | 6       | 6          | 5        | 23     |
| 1. | SD 8 | Václav Masaryk    | rumba     | „I'm Not Giving You Up“ (Gloria Estefan)           | 6     | 6       | 6          | 5        | 23     |
| 2. | SD 7 | Petr Bende        | quickstep | „It Don't Mean a Thing“ (Duke Ellington)           | 5     | 7       | 7          | 6        | 25     |
| 2. | SD 7 | Lucia Krnčanová   | quickstep | „It Don't Mean a Thing“ (Duke Ellington)           | 5     | 7       | 7          | 6        | 25     |
| 3. | SD 6 | Martin Procházka  | rumba     | „N'Oubliez Jamais“ (Joe Cocker)                    | 5     | 5       | 6          | 4        | 20     |
| 3. | SD 6 | Tereza Bufková    | rumba     | „N'Oubliez Jamais“ (Joe Cocker)                    | 5     | 5       | 6          | 4        | 20     |
| 4. | SD 5 | Kateřina Baďurová | quickstep | „Part-Time Lover“ (Stevie Wonder)                  | 7     | 6       | 6          | 6        | 25     |
| 4. | SD 5 | Jan Onder         | quickstep | „Part-Time Lover“ (Stevie Wonder)                  | 7     | 6       | 6          | 6        | 25     |
| 5. | SD 4 | Oldřich Navrátil  | rumba     | „Change the World“ (Eric Clapton)                  | 5     | 5       | 6          | 5        | 21     |
| 5. | SD 4 | Kamila Tománková  | rumba     | „Change the World“ (Eric Clapton)                  | 5     | 5       | 6          | 5        | 21     |
| 6. | SD 3 | Dana Morávková    | quickstep | „Is You Is or Is You Ain't My Baby“ (Louis Jordan) | 7     | 6       | 7          | 5        | 25     |
| 6. | SD 3 | Jiří Hein         | quickstep | „Is You Is or Is You Ain't My Baby“ (Louis Jordan) | 7     | 6       | 7          | 5        | 25     |
| 7. | SD 2 | Pavlína Němcová   | rumba     | „Empire State of Mind“ (Jay-Z & Alicia Keys)       | 5     | 5       | 6          | 6        | 22     |
| 7. | SD 2 | Jan Tománek       | rumba     | „Empire State of Mind“ (Jay-Z & Alicia Keys)       | 5     | 5       | 6          | 6        | 22     |
| 8. | SD 1 | David Švehlík     | quickstep | „Crazy in Love“ (Emeli Sandé)                      | 6     | 4       | 5          | 3        | 18     |
| 8. | SD 1 | Simona Švrčková   | quickstep | „Crazy in Love“ (Emeli Sandé)                      | 6     | 4       | 5          | 3        | 18     |

### 3. díl (17. listopadu 2012)
Třetí večer páry tančiy jive a tango.
Petr Bende a Lucia Krnčanová se rozloučily se soutěží tancem na píseň „A Soft Place To Fall“ od Allison Moorer.
| P  | Pár  | Pár               | Tanec | Hudba                                                                 | Body  | Body    | Body       | Body     | Body   |
| P  | Pár  | Pár               | Tanec | Hudba                                                                 | Révai | Drexler | Bartuňková | Chlopčík | Celkem |
| -- | ---- | ----------------- | ----- | --------------------------------------------------------------------- | ----- | ------- | ---------- | -------- | ------ |
| 1. | SD 5 | Kateřina Baďurová | jive  | „Matilda“ (Harry Belafonte)                                           | 6     | 7       | 7          | 7        | 27     |
| 1. | SD 5 | Jan Onder         | jive  | „Matilda“ (Harry Belafonte)                                           | 6     | 7       | 7          | 7        | 27     |
| 2. | SD 4 | Oldřich Navrátil  | tango | „Perhaps Perhaps Perhaps“ (Doris Day)                                 | 7     | 7       | 6          | 6        | 26     |
| 2. | SD 4 | Kamila Tománková  | tango | „Perhaps Perhaps Perhaps“ (Doris Day)                                 | 7     | 7       | 6          | 6        | 26     |
| 3. | SD 1 | David Švehlík     | jive  | „Ain't Nothing Wrong with That“ (Robert Randolph and the Family Band) | 6     | 6       | 7          | 6        | 25     |
| 3. | SD 1 | Simona Švrčková   | jive  | „Ain't Nothing Wrong with That“ (Robert Randolph and the Family Band) | 6     | 6       | 7          | 6        | 25     |
| 4. | SD 8 | Barbora Poláková  | tango | „Welcome to Burlesque“ (Cher/Varieté)                                 | 7     | 8       | 7          | 7        | 29     |
| 4. | SD 8 | Václav Masaryk    | tango | „Welcome to Burlesque“ (Cher/Varieté)                                 | 7     | 8       | 7          | 7        | 29     |
| 5. | SD 7 | Petr Bende        | jive  | „Run Run Run“ (Celeste Buckingham)                                    | 7     | 6       | 7          | 5        | 25     |
| 5. | SD 7 | Lucia Krnčanová   | jive  | „Run Run Run“ (Celeste Buckingham)                                    | 7     | 6       | 7          | 5        | 25     |
| 6. | SD 6 | Martin Procházka  | tango | „Hey Sexy Lady“ (Shaggy & Brian and Tony Gold)                        | 8     | 7       | 8          | 6        | 29     |
| 6. | SD 6 | Tereza Bufková    | tango | „Hey Sexy Lady“ (Shaggy & Brian and Tony Gold)                        | 8     | 7       | 8          | 6        | 29     |
| 7  | SD 3 | Dana Morávková    | jive  | „Jump, Jive an' Wail“ (The Brian Setzer Orchestra)                    | 6     | 6       | 7          | 5        | 24     |
| 7  | SD 3 | Jiří Hein         | jive  | „Jump, Jive an' Wail“ (The Brian Setzer Orchestra)                    | 6     | 6       | 7          | 5        | 24     |

### 4. díl (24. listopadu 2012)
Čtvrtý večer tančily páry slowfox a paso doble. Ve druhé části večera se páry rozdělily do dvou týmů a zatančily tango na píseň „Palladio“ od Karla Jenkinse. Vítězné páry získaly 1 bod.
Oldřich Navrátil a Kamila Tománková se rozloučily se soutěží tancem na píseň „Too Much Love Will Kill You“ od skupiny Queen.
| P  | Pár  | Pár               | Tanec      | Hudba                                                                                 | Body  | Body    | Body       | Body     | Body                | Body   |
| P  | Pár  | Pár               | Tanec      | Hudba                                                                                 | Révai | Drexler | Bartuňková | Chlopčík | Souboj týmů v tangu | Celkem |
| -- | ---- | ----------------- | ---------- | ------------------------------------------------------------------------------------- | ----- | ------- | ---------- | -------- | ------------------- | ------ |
| 1. | SD 3 | Dana Morávková    | slowfox    | „Blue Moon“ (Frank Sinatra)                                                           | 7     | 6       | 8          | 6        | 1                   | 28     |
| 1. | SD 3 | Jiří Hein         | slowfox    | „Blue Moon“ (Frank Sinatra)                                                           | 7     | 6       | 8          | 6        | 1                   | 28     |
| 2. | SD 8 | Barbora Poláková  | paso doble | „Lay All Your Love on Me“ (ABBA)                                                      | 8     | 8       | 7          | 6        | 1                   | 30     |
| 2. | SD 8 | Václav Masaryk    | paso doble | „Lay All Your Love on Me“ (ABBA)                                                      | 8     | 8       | 7          | 6        | 1                   | 30     |
| 3. | SD 5 | Kateřina Baďurová | slowfox    | „Fly Me to the Moon“ (Frank Sinatra)                                                  | 8     | 7       | 7          | 8        | 1                   | 31     |
| 3. | SD 5 | Jan Onder         | slowfox    | „Fly Me to the Moon“ (Frank Sinatra)                                                  | 8     | 7       | 7          | 8        | 1                   | 31     |
| 4. | SD 4 | Oldřich Navrátil  | paso doble | „He's a Pirate“ (Klaus Badelt & Hans Zimmer/ Piráti z Karibiku: Prokletí Černé perly) | 7     | 5       | 6          | 5        | 0                   | 23     |
| 4. | SD 4 | Kamila Tománková  | paso doble | „He's a Pirate“ (Klaus Badelt & Hans Zimmer/ Piráti z Karibiku: Prokletí Černé perly) | 7     | 5       | 6          | 5        | 0                   | 23     |
| 5. | SD 1 | David Švehlík     | slowfox    | „Wade in the Water“ (Eva Cassidy)                                                     | 6     | 5       | 6          | 4        | 0                   | 21     |
| 5. | SD 1 | Simona Švrčková   | slowfox    | „Wade in the Water“ (Eva Cassidy)                                                     | 6     | 5       | 6          | 4        | 0                   | 21     |
| 6. | SD 6 | Martin Procházka  | paso doble | „Don't Cry for Me Argentina“ (Andrew Lloyd Webber & Tim Rice/Evita)                   | 6     | 7       | 7          | 6        | 0                   | 26     |
| 6. | SD 6 | Tereza Bufková    | paso doble | „Don't Cry for Me Argentina“ (Andrew Lloyd Webber & Tim Rice/Evita)                   | 6     | 7       | 7          | 6        | 0                   | 26     |

### 5. díl (1. prosince 2012)
Pátý večer se nesl ve znamení latinskoamerických tanců. V první části tančily páry sambu. Ve druhé části večera zatančily páry současně salsu na píseň „Hablemos El Mismo Idioma“ od Glorie Estefan. Oba tance hodnotila porota body. Nejlepší pár v salse získal 2 body, druhý nejlepší pár 1 bod.
Dana Morávková a Jiří Hein se rozloučili se soutěží tancem na píseň „She's Like the Wind“ od Patricka Swayzeho z filmu Hříšný tanec.
| P  | Pár  | Pár               | Tanec | Hudba                            | Body  | Body    | Body       | Body     | Body                | Body   |
| P  | Pár  | Pár               | Tanec | Hudba                            | Révai | Drexler | Bartuňková | Chlopčík | Souboj párů v salse | Celkem |
| -- | ---- | ----------------- | ----- | -------------------------------- | ----- | ------- | ---------- | -------- | ------------------- | ------ |
| 1. | SD 6 | Martin Procházka  | samba | „Samba Reggae“ (Jimmy Cliff)     | 7     | 6       | 7          | 5        | 0                   | 25     |
| 1. | SD 6 | Tereza Bufková    | samba | „Samba Reggae“ (Jimmy Cliff)     | 7     | 6       | 7          | 5        | 0                   | 25     |
| 2. | SD 3 | Dana Morávková    | samba | „La Bomba“ (Ricky Martin)        | 8     | 7       | 8          | 7        | 0                   | 30     |
| 2. | SD 3 | Jiří Hein         | samba | „La Bomba“ (Ricky Martin)        | 8     | 7       | 8          | 7        | 0                   | 30     |
| 3. | SD 1 | David Švehlík     | samba | „I'm Into You“ (Jennifer Lopez)  | 7     | 7       | 6          | 6        | 0                   | 26     |
| 3. | SD 1 | Simona Švrčková   | samba | „I'm Into You“ (Jennifer Lopez)  | 7     | 7       | 6          | 6        | 0                   | 26     |
| 4. | SD 8 | Barbora Poláková  | samba | „Ai Se Eu Te Pego“ (Michel Teló) | 8     | 7       | 9          | 8        | 2                   | 32     |
| 4. | SD 8 | Václav Masaryk    | samba | „Ai Se Eu Te Pego“ (Michel Teló) | 8     | 7       | 9          | 8        | 2                   | 32     |
| 5. | SD 5 | Kateřina Baďurová | samba | „Aquarela do Brasil“ (Gal Costa) | 9     | 9       | 8          | 9        | 1                   | 35     |
| 5. | SD 5 | Jan Onder         | samba | „Aquarela do Brasil“ (Gal Costa) | 9     | 9       | 8          | 9        | 1                   | 35     |

### 6. díl (8. prosince 2010)
Šestý večer zatančit každý pár dva tance, jeden standardní a jeden latinskoamerický. Páry během jednoho z jejich tanců doprovázely zpěvem Petr Bende, Ondřej Ruml, Leona Machálková a Kamila Nývltová.
Barbora Poláková a Václav Masaryk se rozloučily se soutěží tancem na píseň „I Look to You“ od Whitney Houston.
| P  | Pár  | Pár               | Tanec      | Hudba                                        | Zpěv             | Body  | Body    | Body       | Body     | Body   |
| P  | Pár  | Pár               | Tanec      | Hudba                                        | Zpěv             | Révai | Drexler | Bartuňková | Chlopčík | Celkem |
| -- | ---- | ----------------- | ---------- | -------------------------------------------- | ---------------- | ----- | ------- | ---------- | -------- | ------ |
| 1. | SD 8 | Barbora Poláková  | cha-cha    | „Forget You!“ (CeeLo Green)                  | Petr Bende       | 7     | 8       | 8          | 7        | 30     |
| 1. | SD 8 | Václav Masaryk    | cha-cha    | „Forget You!“ (CeeLo Green)                  | Petr Bende       | 7     | 8       | 8          | 7        | 30     |
| 2. | SD 5 | Kateřina Baďurová | waltz      | „Truly“ (Lionel Richie)                      | Ondřej Ruml      | 8     | 8       | 9          | 10       | 35     |
| 2. | SD 5 | Jan Onder         | waltz      | „Truly“ (Lionel Richie)                      | Ondřej Ruml      | 8     | 8       | 9          | 10       | 35     |
| 3. | SD 6 | Martin Procházka  | cha-cha    | „Smoke on the Water“ (Deep Purple)           | —                | 6     | 7       | 7          | 6        | 26     |
| 3. | SD 6 | Tereza Bufková    | cha-cha    | „Smoke on the Water“ (Deep Purple)           | —                | 6     | 7       | 7          | 6        | 26     |
| 4. | SD 1 | David Švehlík     | waltz      | „The Greatest Love of All“ (Whitney Houston) | —                | 8     | 7       | 6          | 7        | 28     |
| 4. | SD 1 | Simona Švrčková   | waltz      | „The Greatest Love of All“ (Whitney Houston) | —                | 8     | 7       | 6          | 7        | 28     |
| 5. | SD 8 | Barbora Poláková  | quickstep  | „Peroxide Swing“ (Michael Bublé)             | —                | 9     | 9       | 9          | 9        | 36     |
| 5. | SD 8 | Václav Masaryk    | quickstep  | „Peroxide Swing“ (Michael Bublé)             | —                | 9     | 9       | 9          | 9        | 36     |
| 6. | SD 5 | Kateřina Baďurová | paso doble | „España cañí“ (Pascual Marquina Narro)       | —                | 10    | 10      | 9          | 9        | 38     |
| 6. | SD 5 | Jan Onder         | paso doble | „España cañí“ (Pascual Marquina Narro)       | —                | 10    | 10      | 9          | 9        | 38     |
| 7. | SD 6 | Martin Procházka  | quickstep  | „Don't Speak“ (No Doubt)                     | Leona Machálková | 8     | 9       | 8          | 8        | 33     |
| 7. | SD 6 | Tereza Bufková    | quickstep  | „Don't Speak“ (No Doubt)                     | Leona Machálková | 8     | 9       | 8          | 8        | 33     |
| 8. | SD 1 | David Švehlík     | paso doble | „Bring Me to Life“ (Evanescence)             | Kamila Nývltová  | 10    | 10      | 9          | 10       | 39     |
| 8. | SD 1 | Simona Švrčková   | paso doble | „Bring Me to Life“ (Evanescence)             | Kamila Nývltová  | 10    | 10      | 9          | 10       | 39     |

### 7. díl (15. prosince 2012)
Sedmý večer zatančit každý pár opět dva tance, jeden standardní a jeden latinskoamerický. Po odtančení standardního tance si pár vylosoval hudbu na svůj latinskoamerický tanec. Na přípravu tance měl každý pár asi 20 minut.
David Švehlík a Simona Švrčková se rozloučily se soutěží tancem na píseň „Shape of My Heart“ od Stinga.
| P  | Pár  | Pár               | Tanec   | Hudba                                                                                     | Body  | Body    | Body       | Body     | Body   |
| P  | Pár  | Pár               | Tanec   | Hudba                                                                                     | Révai | Drexler | Bartuňková | Chlopčík | Celkem |
| -- | ---- | ----------------- | ------- | ----------------------------------------------------------------------------------------- | ----- | ------- | ---------- | -------- | ------ |
| 1. | SD 1 | David Švehlík     | tango   | „Rolling in the Deep“ (Adele)                                                             | 7     | 8       | 7          | 6        | 28     |
| 1. | SD 1 | Simona Švrčková   | tango   | „Rolling in the Deep“ (Adele)                                                             | 7     | 8       | 7          | 6        | 28     |
| 2. | SD 6 | Martin Procházka  | slowfox | „Love You I Do“ (Jennifer Hudson/Dreamgirls)                                              | 8     | 9       | 9          | 8        | 34     |
| 2. | SD 6 | Tereza Bufková    | slowfox | „Love You I Do“ (Jennifer Hudson/Dreamgirls)                                              | 8     | 9       | 9          | 8        | 34     |
| 3. | SD 5 | Kateřina Baďurová | tango   | „The Phantom of the Opera“ (Andrew Lloyd Webber/Fantom opery)                             | 9     | 9       | 9          | 8        | 35     |
| 3. | SD 5 | Jan Onder         | tango   | „The Phantom of the Opera“ (Andrew Lloyd Webber/Fantom opery)                             | 9     | 9       | 9          | 8        | 35     |
| 4. | SD 1 | David Švehlík     | rumba   | „Just the Way You Are“ (Bruno Mars)                                                       | 9     | 9       | 9          | 9        | 36     |
| 4. | SD 1 | Simona Švrčková   | rumba   | „Just the Way You Are“ (Bruno Mars)                                                       | 9     | 9       | 9          | 9        | 36     |
| 5. | SD 6 | Martin Procházka  | jive    | „I'm a Believer“ (Smash Mouth/Shrek)                                                      | 8     | 8       | 8          | 8        | 32     |
| 5. | SD 6 | Tereza Bufková    | jive    | „I'm a Believer“ (Smash Mouth/Shrek)                                                      | 8     | 8       | 8          | 8        | 32     |
| 6. | SD 5 | Kateřina Baďurová | rumba   | „Will You Still Love Me Tomorrow?“ (Amy Winehouse/ Bridget Jonesová: S rozumem v koncích) | 9     | 9       | 9          | 9        | 36     |
| 6. | SD 5 | Jan Onder         | rumba   | „Will You Still Love Me Tomorrow?“ (Amy Winehouse/ Bridget Jonesová: S rozumem v koncích) | 9     | 9       | 9          | 9        | 36     |

### 8. díl – Finále (22. prosince 2012)
Během finálového večera byly korunováni král a královna tanečního parketu. Každý pár se představil čtyřikrát –⁠ zatančili svůj nejlepší standardní tanec, nejlepší latinskoamerický tanec, freestyle a nejlepší tanec podle výběru páru. Na parket se vrátili také vyřazené páry, které zatančili část jednoho ze svých tanců. Před samotným vyhlášením vítězného páru předvedly všichni účastníci V. řady společný valčík v choreografii Petra Čadka na skladbu „Vltava“ od Bedřicha Smetany.
Závěrečnou písní V. ročníku StarDance byla „Get Up Offa That Thing“ od Jamesa Browna.
| P  | Pár  | Pár               | Tanec      | Hudba                                          | Hudba                                          | Hudba                                          | Body  | Body    | Body       | Body     | Body   |
| P  | Pár  | Pár               | Tanec      | Hudba                                          | Hudba                                          | Hudba                                          | Révai | Drexler | Bartuňková | Chlopčík | Celkem |
| -- | ---- | ----------------- | ---------- | ---------------------------------------------- | ---------------------------------------------- | ---------------------------------------------- | ----- | ------- | ---------- | -------- | ------ |
| 1. | SD 5 | Kateřina Baďurová | waltz      | „Truly“ (Lionel Richie)                        | „Truly“ (Lionel Richie)                        | „Truly“ (Lionel Richie)                        | 10    | 9       | 9          | 10       | 38     |
| 1. | SD 5 | Jan Onder         | waltz      | „Truly“ (Lionel Richie)                        | „Truly“ (Lionel Richie)                        | „Truly“ (Lionel Richie)                        | 10    | 9       | 9          | 10       | 38     |
| 2. | SD 6 | Martin Procházka  | waltz      | „Still Me“ (Erkan Aki)                         | „Still Me“ (Erkan Aki)                         | „Still Me“ (Erkan Aki)                         | 9     | 10      | 10         | 10       | 39     |
| 2. | SD 6 | Tereza Bufková    | waltz      | „Still Me“ (Erkan Aki)                         | „Still Me“ (Erkan Aki)                         | „Still Me“ (Erkan Aki)                         | 9     | 10      | 10         | 10       | 39     |
| 3. | SD 5 | Kateřina Baďurová | paso doble | „España cañí“ (Pascual Marquina Narro)         | „España cañí“ (Pascual Marquina Narro)         | „España cañí“ (Pascual Marquina Narro)         | 9     | 10      | 10         | 10       | 39     |
| 3. | SD 5 | Jan Onder         | paso doble | „España cañí“ (Pascual Marquina Narro)         | „España cañí“ (Pascual Marquina Narro)         | „España cañí“ (Pascual Marquina Narro)         | 9     | 10      | 10         | 10       | 39     |
| 4. | SD 6 | Martin Procházka  | jive       | „I'm a Believer“ (Smash Mouth/Shrek)           | „I'm a Believer“ (Smash Mouth/Shrek)           | „I'm a Believer“ (Smash Mouth/Shrek)           | 10    | 9       | 9          | 9        | 37     |
| 4. | SD 6 | Tereza Bufková    | jive       | „I'm a Believer“ (Smash Mouth/Shrek)           | „I'm a Believer“ (Smash Mouth/Shrek)           | „I'm a Believer“ (Smash Mouth/Shrek)           | 10    | 9       | 9          | 9        | 37     |
| 5. | SD 5 | Kateřina Baďurová | freestyle  | „Billie Jean“ (Michael Jackson)                | „Maniac“ (Michael Sembello/ Flashdance)        | „We Are the Champions“ (Queen)                 | 10    | 10      | 10         | 10       | 40     |
| 5. | SD 5 | Jan Onder         | freestyle  | „Billie Jean“ (Michael Jackson)                | „Maniac“ (Michael Sembello/ Flashdance)        | „We Are the Champions“ (Queen)                 | 10    | 10      | 10         | 10       | 40     |
| 6. | SD 6 | Martin Procházka  | freestyle  | „Daddy Cool“ (Boney M.)                        | „Na Na Hey Hey Kiss Him Goodbye“ (Steam)       | „Na Na Hey Hey Kiss Him Goodbye“ (Steam)       | 10    | 10      | 10         | 10       | 40     |
| 6. | SD 6 | Tereza Bufková    | freestyle  | „Daddy Cool“ (Boney M.)                        | „Na Na Hey Hey Kiss Him Goodbye“ (Steam)       | „Na Na Hey Hey Kiss Him Goodbye“ (Steam)       | 10    | 10      | 10         | 10       | 40     |
| 7. | SD 5 | Kateřina Baďurová | samba      | „Aquarela do Brasil“ (Gal Costa)               | „Aquarela do Brasil“ (Gal Costa)               | „Aquarela do Brasil“ (Gal Costa)               | —     | —       | —          | —        | —      |
| 7. | SD 5 | Jan Onder         | samba      | „Aquarela do Brasil“ (Gal Costa)               | „Aquarela do Brasil“ (Gal Costa)               | „Aquarela do Brasil“ (Gal Costa)               | —     | —       | —          | —        | —      |
| 8. | SD 6 | Martin Procházka  | tango      | „Hey Sexy Lady“ (Shaggy & Brian and Tony Gold) | „Hey Sexy Lady“ (Shaggy & Brian and Tony Gold) | „Hey Sexy Lady“ (Shaggy & Brian and Tony Gold) | —     | —       | —          | —        | —      |
| 8. | SD 6 | Tereza Bufková    | tango      | „Hey Sexy Lady“ (Shaggy & Brian and Tony Gold) | „Hey Sexy Lady“ (Shaggy & Brian and Tony Gold) | „Hey Sexy Lady“ (Shaggy & Brian and Tony Gold) | —     | —       | —          | —        | —      |